# Tân Lập, Đan Phượng
Tân Lập là một xã thuộc huyện Đan Phượng, thành phố Hà Nội, Việt Nam. Xã Tân Lập có diện tích 5,72 km², dân số năm 2022 là 24.001 người, mật độ dân số đạt 4.195 người/km².
Tân Lập bao gồm 4 thôn: Hạ Hội, Ngọc Kiệu, Đan Hội và Hạnh Đàn ngoài ra có 3 Tổ dân phố tại khu đô thị Tân Tây Đô. Dân số 22000 người là xã đông dân nhất huyện Đan Phượng hiện nay.

## Vị trí địa lý
Tân Lập phía Đông giáp Phường TâyTựu, phường Thượng Cát quận Bắc Từ Liêm; phía Nam giáp thị trấn Trạm Trôi, xã Đức Thượng huyện Hoài Đức; phía Tây giáp xã Đức Thượng huyện Hoài Đức; phía Bắc giáp xã Tân Hội, Liên Trung. Đây vốn là đất của tổng Gối, phủ Hoài Đức gồm Tân Hội -Tân Lập- Tây Tựu trước đây chính là đất của tổng Gối.

## Hành chính
Lãnh đạo Đảng uỷ, HĐND xã gồm: 
- Bùi Ngọc Luân - Bí thư Đảng uỷ
- Trần Anh Sơn- Phó Bí thư Đảng uỷ
- Nguyễn Tiến Minh - Phó chủ tịch HĐND

Lãnh đạo ủy ban nhân dân xã gồm: 
- Nguyễn Văn Học - Chủ tịch- UBND xã
- Lê Tuấn Hồng - Phó chủ tịch xã phụ trách kinh tế
- Ngô Duy Quý- Phó chủ tịch phụ trách văn hoá xã hội